# 2001-es Teen Choice Awards
A 2001-es Teen Choice Awards a 2000-es év legjobb filmes, televíziós és zenés alakításait értékelte. A díjátadót 2001. augusztus 12-én tartották a kaliforniai Universal Amphitheatreben, a műsor házigazda nélkül zajlott le. A ceremóniát a Fox televízióadó közvetítette élőben.

## Győztesek és jelöltek

### Filmek
| Legjobb színész dráma/akció-kalandfilmben | Legjobb színésznő dráma/akció-kalandfilmben |
| --- | --- |
| - Ben Affleck – Pearl Harbor – Égi háború - Brendan Fraser – A múmia visszatér - Josh Hartnett – Pearl Harbor – Égi háború - Ashton Kutcher – Hé haver, hol a kocsim? - Heath Ledger – Lovagregény - Ryan Phillippe – Bízd a hackerre! - Ben Stiller – Apádra ütök - Sean Patrick Thomas – A szívem érted RAPes | - Julia Stiles – A szívem érted RAPes - Drew Barrymore – Charlie angyalai - Sésra Bullock – Beépített szépség - Rachael Leigh Cook – Josie és a vadmacskák - Kirsten Dunst – Hajrá, csajok! - Jennifer Love Hewitt – Szívtiprók - Kate Hudson – Majdnem híres - Angelina Jolie – Lara Croft: Tomb Raider |
| Legjobb dráma/akció-kalandfilm | Legjobb vígjáték |
| - Pearl Harbor – Égi háború - Majdnem híres - Lovagregény - Lara Croft: Tomb Raider - A múmia visszatér - Emlékezz a Titánokra! - A szívem érted RAPes - Jég és föld között | - Beépített szépség - Hajrá, csajok! - Charlie angyalai - Hé haver, hol a kocsim? - Kismocsok - Josie és a vadmacskák - Apádra ütök - Szeretném, ha szeretnél |
| Legjobb horror/thriller | Legidegesítőbb karakter |
| - Rémségek könyve 2. – A végső vágás - Bízd a hackerre! - Blair Witch – Ideglelés 2. - A sejt - Rossz álmok - Hannibal - Véres Valentin - A leskelődő | - Dwayne "The Rock" Johnson – A múmia visszatér - Césice Bergen – Beépített szépség - Victor Garber – Doktor Szöszi - Iain Glen – Lara Croft: Tomb Raider - Anthony Hopkins – Hannibal - Sam Rockwell – Charlie angyalai - Rufus Sewell – Lovagregény - Rick Yune – Halálos iramban |
| Legjobb áttörő alakítást nyújtó színész | Leghisztisebb karakter |
| - Kerry Washington – A szívem érted RAPes - Jamie Bell – Billy Elliot - Erika Christensen – Traffic - Rosario Dawson – Josie és a vadmacskák - Patrick Fugit – Majdnem híres - Michelle Rodriguez – A bunyós csaj - Shannyn Sossamon – Lovagregény - Csang Ce-ji – Tigris és sárkány | - Jim Carrey – A Grincs - Sésra Bullock – Beépített szépség - Courteney Cox – Milliókért a pokolba - Vin Diesel – Halálos iramban - Angelina Jolie – Lara Croft: Tomb Raider - Ashton Kutcher – Hé haver, hol a kocsim? - Mark Wahlberg – A majmok bolygója - Reese Witherspoon – Doktor Szöszi |
| Legjobb kémia filmben | Legjobb harc |
| - Tom Hanks és Wilson, a labda – Számkivetett - Ben Affleck és Kate Beckinsale – Pearl Harbor – Égi háború - Kirsten Dunst és Ben Foster – Kihevered, haver! - Hugh Grant és Renée Zellweger – Bridget Jones naplója - Ashton Kutcher és Seann William Scott – Hé haver, hol a kocsim? - Heath Ledger és Shannyn Sossamon – Lovagregény - Jennifer Lopez és Matthew McConaughey – Szeretném, ha szeretnél - Brad Pitt és Julia Roberts – A mexikói | - Julia Stiles vs. Bianca Lawson – A szívem érted RAPes - Drew Barrymore vs. Sam Rockwell – Charlie angyalai - Hugh Grant vs. Colin Firth – Bridget Jones naplója - Angelina Jolie vs. Iain Glen – Lara Croft: Tomb Raider - Heath Ledger vs. Rufus Sewell – Lovagregény - Michelle Yeoh vs. Csang Ce-ji – Tigris és sárkány - Paul Walker vs. Rick Yune – Halálos iramban - Rachel Weisz vs. Patricia Velásquez – A múmia visszatér |
| Legütősebb alakítás | Legjobb film, amit a szüleid nem akarnák hogy láss |
| - Sésra Bullock – Beépített szépség - Drew Barrymore – Charlie angyalai - Jet Li – A sárkány csókja - Michelle Rodriguez – Halálos iramban - Rob Schneider – Tök állat - Rufus Sewell – Lovagregény - Mark Wahlberg – A majmok bolygója - Bruce Willis – A sebezhetetlen | - Horrorra akadva 2. - Bridget Jones naplója - Eszement Freddy - Hannibal - A mexikói - Kardhal - Vad kanok - Véres Valentin |
| Legjobb nyári film | |
| - Doktor Szöszi - Halálos iramban - Jurassic Park III. - A sárkány csókja - Lara Croft: Tomb Raider - A majmok bolygója - Horrorra akadva 2. - Kardhal | |

### Televízió
Forrás:
| Legjobb színész televíziós sorozatban | Legjobb színésznő televíziós sorozatban |
| --- | --- |
| - Joshua Jackson – Dawson és a haverok - Jason Behr – Roswell - Topher Grace – Azok a 70-es évek show - Ashton Kutcher – Azok a 70-es évek show - Eric McCormack – Will és Grace - Frankie Muniz – Már megint Malcolm - Barry Watson – Hetedik mennyország - Michael Weatherly – Sötét angyal | - Jessica Alba – Sötét angyal - Alexis Bledel – Szívek szállodája - Sarah Michelle Gellar – Buffy, a vámpírok réme - Katherine Heigl – Roswell - Katie Holmes – Dawson és a haverok - Mila Kunis – Azok a 70-es évek show - Debra Messing – Will és Grace - Keri Russell – Felicity  |
| Legjobb drámasorozat | Legjobb vígjátéksorozat |
| - Hetedik mennyország - Boston Public - Buffy, a vámpírok réme - Sötét angyal - Dawson és a haverok - Felicity - Szívek szállodája - Roswell | - Jóbarátok - A Sorscsapás család - Már megint Malcolm - Életem értelmei - Popular - A Simpson család - Azok a 70-es évek show - Will és Grace |
| Legjobb valóságshow | Legjobb késő esti műsor |
| - Total Request Live - Boot Camp - Jackass - Making the Band - Popstars - The Real World: Back to New York - Survivor - Temptation Island | - Saturday Night Live - The Late Late Show with Craig Kilborn - Late Night with Conan O'Brien - David Letterman show - Mad TV - Alul semmi - Politically Incorrect with Bill Maher - The Tonight Show with Jay Leno                                                                  |
| Legjobb tévés személyiség | Legjobb segítőtárs |
| - Carson Daly – Total Request Live - Andy Dick – The Andy Dick Show - Jimmy Fallon – Saturday Night Live - Johnny Knoxville – Jackass - Mandy Lauderdale – Temptation Island - Ananda Lewis – HotZONE - Roger Lodge – Blind Date - Jeff Probst – Survivor                                     | - Sean Hayes – Will és Grace - Keiko Agena – Szívek szállodája - Brendan Fehr – Roswell - Alyson Hannigan – Buffy, a vámpírok réme - Ron Lester – Popular - Megan Mullally – Will és Grace - Erik Per Sullivan – Már megint Malcolm - Michelle Trachtenberg – Buffy, a vámpírok réme |

### Zene
Forrás:
| Legjobb férfi zenész | Legjobb női zenész |
| --- | --- |
| - Aaron Carter - Bow Wow - Eminem - Kid Rock - Lenny Kravitz - Nelly - Shaggy - Sisqó | - Britney Spears - Aaliyah - Christina Aguilera - Dido - Janet Jackson - Jennifer Lopez - Pink - Jessica Simpson |
| Legjobb popzenész | Legjobb rockzenész |
| - Destiny’s Child - 3LW - 98 Degrees - Backstreet Boys - Dream - Eden's Crush - NSYNC - O-Town | - Blink-182 - 3 Doors Down - Aerosmith - Crazy Town - Creed - Limp Bizkit - No Doubt - Papa Roach |
| Legjobb R&B/Hip-Hop zenész | Legjobb zeneszám |
| - Shaggy - Missy Elliott - Eminem - Eve - Jay-Z - Mystikal - Nelly - OutKast | - "Pop" – NSYNC - "All for You" – Janet Jackson - "Angel" – Shaggy feat. Rayvon - "Butterfly" – Crazy Town - "The Call" – Backstreet Boys - "Love Don’t Cost a Thing" – Jennifer Lopez - "Stronger" – Britney Spears - "Survivor" – Destiny’s Child                                                                      |
| Legjobb album | Legjobb R&B/Hip-Hopszám |
| - Celebrity – NSYNC - All for You – Janet Jackson - Black & Blue – Backstreet Boys - Chocolate Starfish and the Hot Dog Flavored Water – Limp Bizkit - J.Lo – Jennifer Lopez - The Marshall Mathers LP – Eminem - No Angel – Dido - Survivor – Destiny’s Child                                                         | - "Let Me Blow Ya Mind" – Eve feat. Gwen Stefani - "Country Grammar (Hot Shit)" – Nelly - "Get Ur Freak On" – Missy Elliott - "Ms. Jackson" – OutKast - "Peaches & Cream" – 112 - "Shake Ya Ass" – Mystikal - "Stutter" – Joe feat. Mystikal - "What Would You Do?" – City High                                          |
| Legjobb rockszám | Legjobb szerelmes szám |
| - "Jaded" – Aerosmith - "Butterfly" – Crazy Town - "Duck and Run" – 3 Doors Down - "Follow Me" – Uncle Kracker - "Hanging by a Moment" – Lifehouse - "It's Been Awhile" – Staind - "My Way" – Limp Bizkit - "One Step Closer" – Linkin Park                                                                            | - "Angel" – Shaggy feat. Rayvon - "Crazy for This Girl" – Evan and Jaron - "Ghost of You and Me" - BBMak - "If You're Gone" – Matchbox Twenty - "Irresistible" – Jessica Simpson - "Nobody Wants to Be Lonely" – Ricky Martin, Christina Aguilera - "Shape of My Heart" – Backstreet Boys - "This I Promise You" – NSYNC |
| Legtáncolnivalóbb szám | Legkiemelkedőbb zenész |
| - "Play" – Jennifer Lopez - "Bootylicious" – Destiny’s Child - "Get Over Yourself" – Eden's Crush - "Get Ur Freak On" – Missy Elliott - "Lady Marmalade" – Christina Aguilera, Lil’ Kim, Mýa, Pink - "Ride wit Me" – Nelly feat. City Spud - "South Side" – Moby feat. Gwen Stefani - "Weapon of Choice" – Fatboy Slim | - O-Town - 3LW - Dido - Dream - Eden's Crush - Nelly Furtado - Lifehouse - Samantha Mumba |
| Legjobb koncert | Legjobb nyári szám |
| - NSYNC - Aerosmith - Backstreet Boys - Blink-182 - Destiny’s Child - Janet Jackson - Ozzfest 2001 - Sugar Ray és Uncle Kracker | - "Lady Marmalade" – Christina Aguilera, Lil’ Kim, Mýa, Pink - "Angel" – Shaggy feat. Rayvon - "Bootylicious" – Destiny’s Child - "Irresistible" – Jessica Simpson - "Let Me Blow Ya Mind" – Eve feat. Gwen Stefani - "Pop" – NSYNC - "Ride wit Me" – Nelly feat. City Spud - "U Remind Me" – Usher                      |

### Egyéb
Forrás:
| Legszexibb férfi | Legszexibb nő |
| --- | --- |
| - Justin Timberlake - Nick Carter - Evan and Jaron - Josh Hartnett - Heath Ledger - Mark McGrath - Ryan Phillippe - Freddie Prinze Jr.              | - Jennifer Lopez - Aaliyah - Jessica Alba - Beyoncé - Anna Kournikova - Tara Reid - Britney Spears - Gwen Stefani          |
| Legjobb humorista | Legjobb férfi atléta |
| - Adam Sandler - Tom Green - Chris Kattan - Eddie Murphy - Chris Rock - Rob Schneider - Jon Stewart - Nicole Sullivan                               | - Shaquille O’Neal - Andre Agassi - Kobe Bryant - Jeff Gordon - Allen Iverson - Derek Jeter - Peyton Manning - Tiger Woods |
| Legjobb női atléta | Legjobb extrémsportoló |
| - Mia Hamm - Laila Ali - Chamique Holdsclaw - Marion Jones - Anna Kournikova - Michelle Kwan - Annika Sörenstam - Venus Williams és Serena Williams | - Tony Hawk - Megan Abubo - Tara Dakides - Tara Hamilton - Jeremy McGrath - Dave Mirra - Joe Pak - Shaun Palmer            |
| Legjobb modell | |
| - Tyrese - Gisele Bündchen - Esther Cañadas - Laetitia Casta - Bridget Hall - Carmen Kass - Jaime King - Heidi Klum                                 | |

## Műsorvezetők
A gálán az alábbi műsorvezetők működtek közre:
- 3LW
- Pamela Anderson
- Lynsey Bartilson
- David Boreanaz
- Nick Cannon
- Carrot Top
- Erika Christensen
- City High
- Mo Collins
- Destiny’s Child
- Dream
- Anne Hathaway
- Tony Hawk
- Jennifer Love Hewitt
- JoJo
- Chris Kattan
- Mila Kunis
- Ashton Kutcher
- Mandy Lauderdale
- Lil' Bow Wow
- Lisa "Left Eye" Lopes
- Christina Milian
- Mandy Moore
- Frankie Muniz
- Mýa
- NSYNC
- Jared Padalecki
- Freddie Prinze Jr.
- Keri Russell
- Jessica Simpson
- Sisqó
- David Spade
- Britney Spears
- Nicole Sullivan
- Sean Patrick Thomas
- Michelle Trachtenberg
- Tyrese
- Kerry Washington

## Fordítás
- Ez a szócikk részben vagy egészben  a(z)   2001 Teen Choice Awards című angol Wikipédia-szócikk fordításán alapul.  Az eredeti cikk szerkesztőit annak laptörténete sorolja fel. Ez a jelzés csupán a megfogalmazás eredetét és a szerzői jogokat jelzi, nem szolgál a cikkben szereplő információk forrásmegjelöléseként.